# Gottmannsberg
Gottmannsberg ist ein Gemeindeteil der Stadt Gefrees im Landkreis Bayreuth (Oberfranken, Bayern). Gottmannsberg liegt in der Gemarkung Metzlersreuth.

## Geografie
Das Dorf liegt im Fichtelgebirge am Westrand des Bischofsgrüner Forstes. Die Staatsstraße 2464 führt nach Gefrees (1,4 km nordwestlich) bzw. nach Glasermühle zur Bundesstraße 303 (3,8 km südöstlich). Eine Gemeindeverbindungsstraße führt nach Schamlesberg (0,8 km südlich).

## Geschichte
Gegen Ende des 18. Jahrhunderts bestand Gottmannsberg aus sechs Anwesen (2 Halbhöfe, 4 Viertelhöfe). Die Hochgerichtsbarkeit stand dem bayreuthischen Stadtvogteiamt Gefrees zu. Die Dorf- und Gemeindeherrschaft hatte das Kastenamt Gefrees war Grundherr sämtlicher Anwesen war das bayreuthische Amt Stein.
Von 1797 bis 1810 unterstand Gottmannsberg dem Justiz- und Kammeramt Gefrees. Infolge des Ersten Gemeindeedikts wurde Gottmannsberg dem 1812 gebildeten Steuerdistrikt Metzlersreuth und der zugleich entstandenen Ruralgemeinde Metzlersreuth zugewiesen. Im Zuge der Gebietsreform in Bayern wurde Gottmannsberg am 1. Januar 1973 nach Gefrees eingemeindet.

### Einwohnerentwicklung
| Jahr      | 001812 | 001819 | 001861 | 001871 | 001885 | 001900 | 001925 | 001950 | 001961 | 001970 | 001987 |
| Einwohner | 48     | 44     | 63     | 61     | 69     | 50     | 61     | 62     | 51     | 46     | 33     |
| Häuser    | 7      |        |        |        | 9      | 9      | 10     | 11     | 11     |        | 12     |
| Quelle    | [ 6 ]  | [ 9 ]  | [ 10 ] | [ 11 ] | [ 12 ] | [ 13 ] | [ 14 ] | [ 15 ] | [ 16 ] | [ 17 ] | [ 1 ]  |

## Religion
Gottmannsberg ist nach St. Johannes der Täufer (Gefrees) gepfarrt und seit der Reformation ist der Ort evangelisch-lutherisch geprägt.